# Леунтя
Леунтя (рум. Leuntea) — село в Молдові в Каушенському районі. Входить до складу комуни, адміністративним центром якої є село Гредініца.
Станом на 2004 рік у селі проживало 109 українців (23%).
| Молдова | Це незавершена стаття з географії Молдови. Ви можете допомогти проєкту, виправивши або дописавши її. |